# Chapelle Notre-Dame-du-Groseau
La chapelle Notre-Dame-du-Groseau est une chapelle romane située à Malaucène en Provence, dans le département français de Vaucluse en région Provence-Alpes-Côte d'Azur.

## Historique
Cette chapelle est le seul vestige du Monastère du Groseau fondé en 684 par Petronius, évêque de Vaison-la-Romaine. Le monastère fut détruit en 739, puis reconstruit en 1032. La chapelle, quant à elle, fut rebâtie en 1150. Ce monastère a été l'un des lieux de retraite de prédilection du pape Clément V, lors de sa halte en Provence.
Elle fait l'objet d'un classement au titre des monuments historiques par la liste de 1862.

## Architecture
Du fait de sa partielle destruction, puis de sa reconstruction, l'actuelle chapelle regroupe deux édifices en une seule enceinte : au sud, la chapelle Saint Jean-Baptiste et au nord la chapelle Notre-Dame. 
La chapelle de Saint Jean-Baptiste est formée d'un vaisseau rectangulaire couvert d'une voûte en berceau brisée. Elle possède une absidiole sur trois pans d'un décor architectural soigné qui est une réplique en miniature de celui qui orne l'abside de Saint-Quenin à Vaison. 
D'un plan carré, la chapelle Notre-Dame est surmontée d'une coupole octogonale ornée du tétramorphe. Dans la travée de chœur est installé un ancien autel votif pré-romain, sur lequel est gravée une inscription gallo-grecque dédié au dieu celte Graselos. Par son plan, son élévation et son sobre décor antiquisant (frise de rinceaux dans lesquels apparaissent des têtes d'hommes et d'animaux) Notre-Dame du Groseau nous rappelle les églises provençales romanes du XIIe siècle. 
À l'extérieur, un escalier menant à une chaire rappelle que l'on venait autrefois fort nombreux en pèlerinage en ce lieu. La porte actuelle qui forme une avancée serait du XIXe siècle.